# Organización de base
El término organizaciones de base sirve para identificar a las organizaciones de carácter social o político más cercanas a la comunidad a la que sirven. A su vez, las organizaciones de base son asistidas por organizaciones mayores, que pueden ser desde un partido político, una ONG, o federaciones o confederaciones de organizaciones o secciones de organizaciones nacionales o regionales. En teoría, la organización de base es la célula más pequeña y más relacionada con el pueblo llano.
En Estados Unidos de América, UnidosUS colabora con casi 300 organizaciones de base.
Al igual, los partidos políticos y movimientos sociales consideran las organizaciones de base como uno de los ejes de sus actividades, en ocasiones buscando estructurarse casi totalmente en torno a estas dándole un papel secundario o simbólico a la dirigencia, ya que las decisiones de peso y hasta su ejecución estarían a cargo de las mismas bases sociales. Cuando las organizaciones de base se administran y coordinan entre sí, se pasaría a un régimen de autogobierno y federalismo, diametralmente contrario a toda forma de centralismo. 